# Biodiversité des Philippines

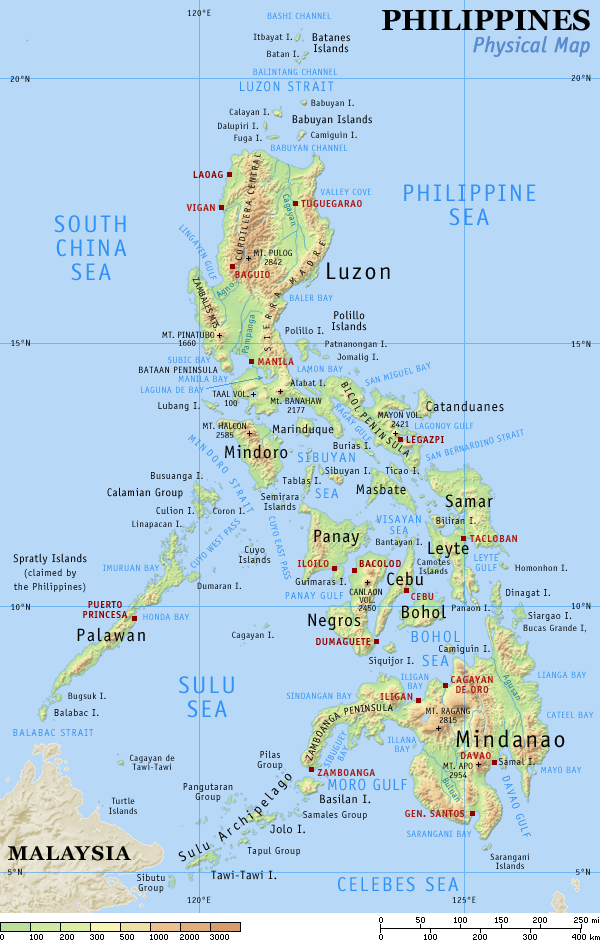
Carte physique des Philippines.

Grâce à sa situation géographique, son climat et son éclatement les Philippines font partie des pays les plus riches de la planète en matière de biodiversité. À ce titre ce pays est classé non seulement comme pays mégadivers mais forme à lui seul un des 34 hotspots de biodiversité, du fait entre autres de l'immense pression humaine que supporte l'archipel.

## Situation
Les Philippines forment le 2e plus grand archipel du monde après l'Indonésie avec plus de 7100 îles, parmi les plus notables : Luçon, Mindanao, Palawan, Mindoro, Cebu, Panay, Negros, Samar, Bohol. Elles forment un pays de 297 179 km2 étalé du nord au sud sur une distance de 1810 km avec au sud Bornéo et le Wallacea, à l'ouest le Vietnam, au nord le sud de la Chine et Taïwan, et à l'est les États fédérés de Micronésie. Calées entre le Tropique du Cancer et l'Équateur les températures de l'eau sont élevées, entre 26 et 30 °C. Situé sur la Ceinture de feu du Pacifique, l'ensemble de l'archipel est relativement montagneux avec 17 volcans actifs.

## Environnement et ressources minières sur Palawan
La Province de Palawan dispose d'une biodiversité importante et de ressources minières intéressantes.
La qualité de l'environnement naturel de ce paradis vert est réputée,, comme en témoigne la réserve de la biosphère du Palawan, créée en 1991 et couvrant l'ensemble du territoire de la Province de Palawan. Mais elle est aussi en danger.
Diverses actions ont été nécessaires pour la protection de la biodiversité ,,,.
Certaines de ces actions ont provoqué plusieurs arrêts des opérations minières.
Parmi les entreprises intéressées par les divers matériaux, dont le nickel :
Global Ferronickel Holdings, Inc.,
Platinum Group Metals Corporation (PGMC),
Platinum Group Metals,
Toledo Mining Corporation,,
Rio Tuba Nickel Mining Corporation,
Citinickel mines and development corporation.
Sont principalement concernées les municipalités de Narra (Palawan) (65000 hab.) et de Sofronio Española (30 000 habitants).
Selon les données d'un des projets concernant Narra ,,, la superficie totale affectée serait de 2 212 hectares.
D'autres municipalités sont également visées, comme Rio Tuba (en) (Bataraza).
Les conflits concernant la protection environnementale, se doublerait d'un conflit social, à San Isidro de Bato-Bato, district (barangay) rural de la commune de Narra (Palawan), avec des incidents en juin 2016, opposant des ouvriers contractuels à l'entreprise contractante Citinickel Mines Development Corporation (Citinickel).
Citinickel serait la propriété de Carolyn Tanchay, liée à Kris Aquino (en) (1971), la plus jeune sœur du président Benigno Aquino III (1960), président de la République (2010-2016), et à l'homme politique Mar Roxas (1957). Le nouveau président de la République, depuis le 30 juin 2016, Rodrigo Duterte (1945), qui a exprimé pendant sa campagne des réserves environnementales, semble avoir donné le feu vert à l'exploitation minière en juillet 2016, et fait appel aux investisseurs nationaux et internationaux.